# Parc naturel régional de Corse
Parcu di Corsica

Logo du PNR

Le parc naturel régional de Corse, en corse parcu di Corsica, est une aire protégée de France qui couvre une superficie de 440 200 hectares, soit 51 % de « l' Île de beauté ».
La situation insulaire, dans le point chaud de biodiversité de la Méditerranée a permis à une biodiversité exceptionnelle de s'y installer : le taux d'endémisme y est particulièrement élevé pour l'Europe, avec des espèces comme la Sittelle corse, des sous-espèces comme le mouflon corse, la truite corse ou le Discoglosse de Montalent. Chez les plantes ce sont par exemple le pin Laricio ou l'ail corse. 
La culture particulière de l'île reste vivace au travers de l'élevage, du patrimoine bâti et de la langue corse.
Le parc naturel régional s'étend sur 178 communes, depuis le renouvellement de sa charte en 2018, principalement dans la montagne Corse, il administre deux sites d'importance majeure pour le patrimoine, à savoir la réserve de biosphère de la vallée du Fango qui descend jusqu'au golfe de Galéria et la réserve naturelle de Scandola sur la côte ouest.

## Aménagement et gestion

### Syndicat mixte de gestion
La gestion du PNR est assurée par un syndicat mixte, ses objectifs sont transcrits en actions concrètes grâce à une équipe salariée, qui comptait en 2020 131 agents.
Le syndicat de gestion du PNR est constitué de représentants :
- de la collectivité de Corse, une collectivité territoriale unique
- des 178 communes
- de l'université de Corse
- de la direction régionale de la Jeunesse et des Sports
- de la chambre de commerce d'Ajaccio et de la Corse du Sud

### Partenaires
Ses principaux partenaires institutionnels ou associatifs sont :

#### Association des amis du parc naturel régional de Corse
L'Association des amis du PNRC  a pour mission de soutenir et faire connaître les actions du PNRC et œuvre pour la conservation du patrimoine naturel et culturel de la Corse. Elle regroupe le Conservatoire des Sites de Corse (affilié au réseau des Conservatoires d'espaces naturels) et le groupe ornithologique de Corse.

#### Fédération des parcs naturels régionaux de France
La Fédération des parcs naturels régionaux de France est le porte-parole du réseau des parcs naturels régionaux. Ses objectifs sont de faciliter les échanges d'expériences entre les PNR, de les représenter nationalement dans la définition des politiques en faveur des espaces ruraux ou internationalement pour montrer un exemple de gestion d'aire protégée par les acteurs locaux.
L'association Europarc a la même fonction au niveau européen.

### Actions

#### Protection du patrimoine
Le parc naturel régional participe à plusieurs programmes de sauvegarde du patrimoine naturel : notamment pour la faune, avec les programmes LIFE de protection du Mouflon corse et du Cerf élaphe de Corse, et le INTERREG Balbuzard pêcheur. Un programme de renforcement des populations de Gypaète barbu « Altore » en Corse, est en cours coordonné par le PNR, les premiers lâchés ont eu lieu en 2013.
Un des autres objectifs majeurs du parc est la protection des lacs de montagnes, le PNR a contribué à l'amélioration de la connaissance de ces milieux à partir des années 1980, et le PNR participe à la régulation des flux de visiteurs sur ces sites, surveille l'application de l'interdiction de camper et organise le ramassage des déchets.
Le parc participe à la sauvegarde du patrimoine bâti rural, comme les moulins, fermes et bergeries, ainsi que les chapelles romanes qui abritent des fresques. Concernant le patrimoine immatériel, le PNR s'implique en recueillant des témoignages de la culture populaire.

#### Gestion de la randonnée et du tourisme
Le parc naturel régional est le premier opérateur de randonnée de Corse. Plus de 1500 km ont été balisés, le GR 20, les Mare a mare, et Mare e monti sont des exemples connus. Trois accompagnateurs de montagne sont labellisés « Marque Parc », Le parc gère également un certain nombre de refuges. Parallèlement, il participe au développement des activités de VTT.

## Géographie
Le parc naturel régional occupe principalement les montagnes du centre de la Corse. 
Il couvre 178 communes, dont huit en partie seulement, depuis la révision de la charte, et le décret du 21 novembre 2018.
La charte de 1999, concernait 145 communes, le parc s'est donc agrandi. Il était découpé en 11 territoires de vie : Filasorma-Marsolinu, Caccia-Ghjunsani, Niolu, Castagniccia, Centru di Corsica, Fium'Orbu, Alta Rocca, Taravu-Bastelica, Gravona, Crùzinu-Dui Sorru et Dui Sevi.

## Principaux sites

### Réserve de biosphère de la Vallée du Fango

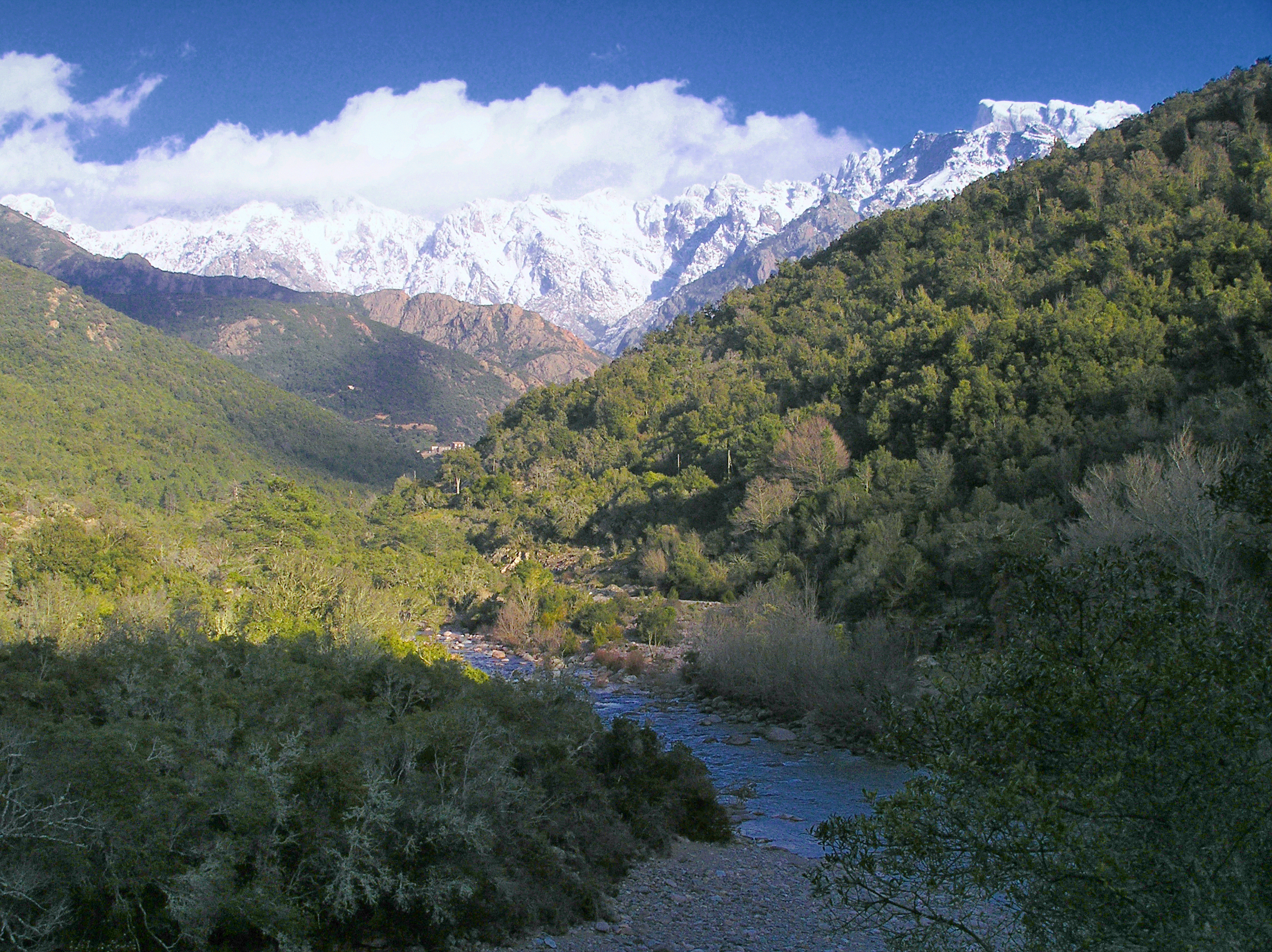
La vallée du Fango avec au fond la Paglia Orba.

La réserve de biosphère de la vallée du Fango a été créée en 1977 pour la conservation de sa biodiversité et la promotion du développement économique et social, dans le cadre du programme sur l'homme et la biosphère (MAB) de l'UNESCO.
D'une surface de plus de 23 000 ha, la réserve de biosphère couvre le bassin versant du Fango, depuis les hautes montagnes où le fleuve prend sa source, tout son parcours à travers les forêts du Fango, jusqu'à son embouchure dans le golfe de Galéria, le delta du Fango. Elle correspond à la Filosorma

### Réserve naturelle de Scandola

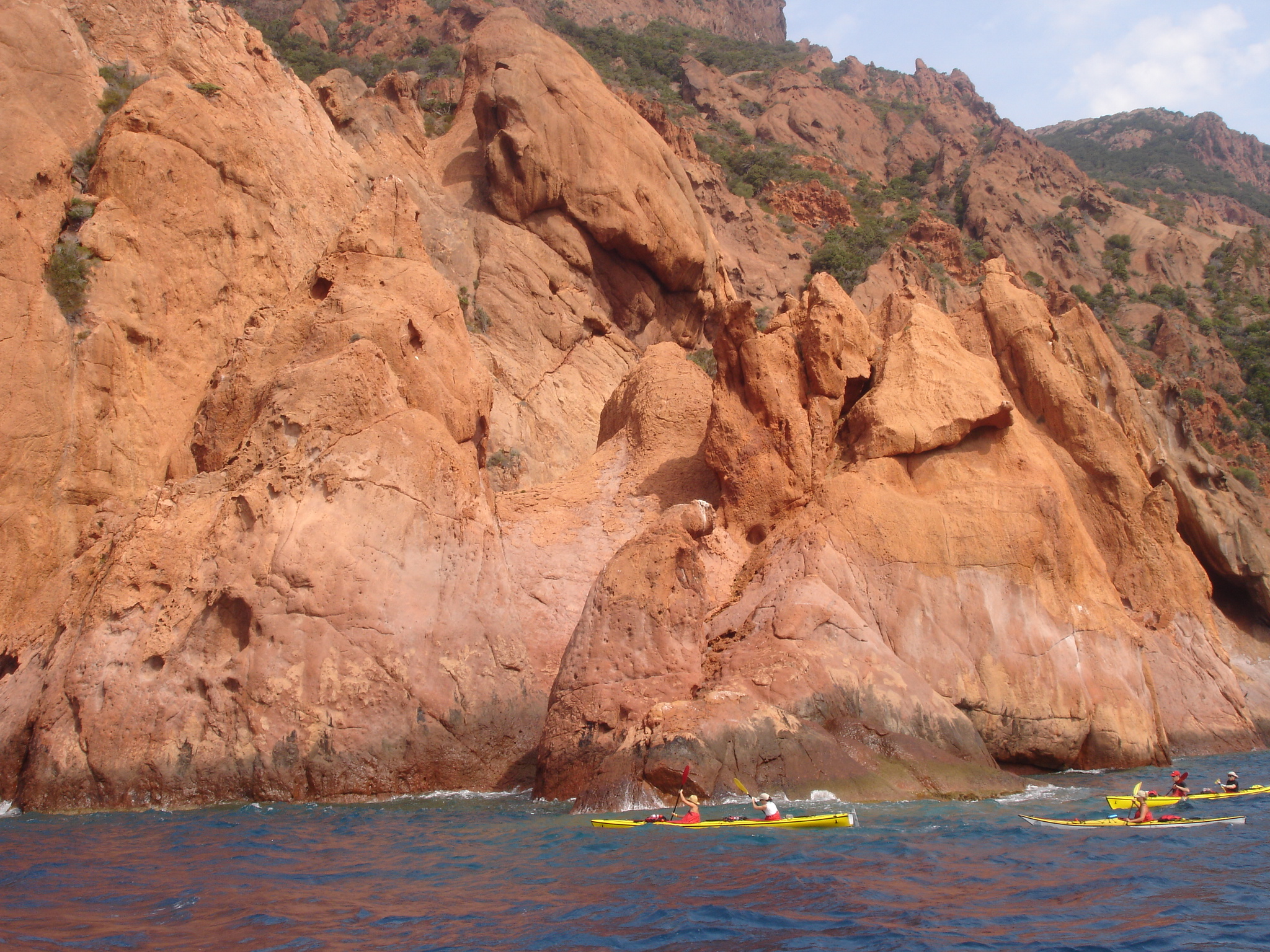
Scandola

À la fois terrestre et marine, cette réserve naturelle de Corse est inscrite au patrimoine mondial de l'UNESCO. Elle est classée pour la beauté de ses formations géologiques volcaniques et coralligènes, ses plantes endémiques et les oiseaux marins qui y nichent. Elle est particulièrement renommée pour la présence du balbuzard pêcheur.

### Village des Tortues de Moltifao

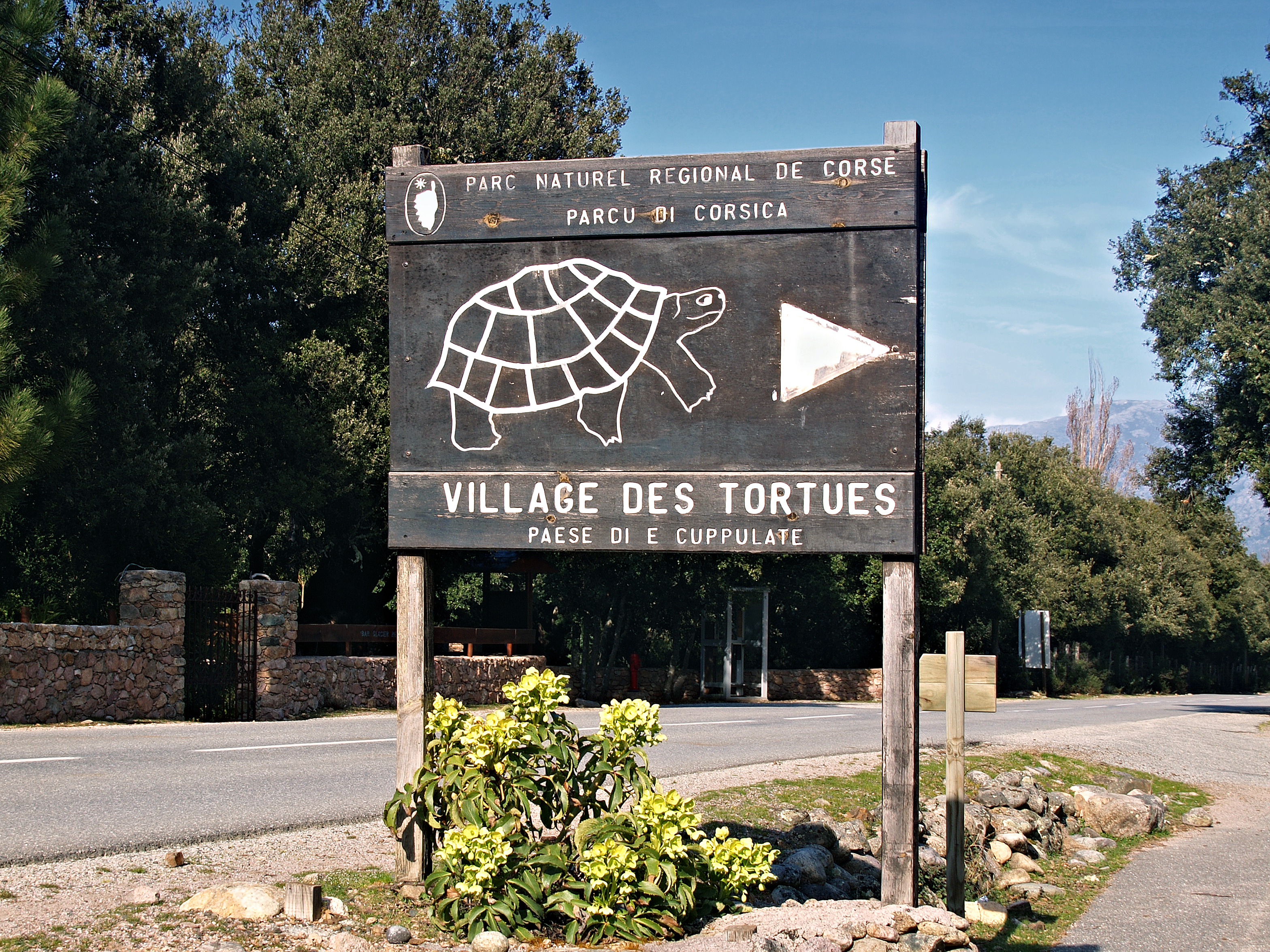
Village des Tortues

Le village des Tortues (U Paese di e Cuppulate en langue corse) est situé sur la commune de Moltifao au lieu-dit Tizzarella, à l'entrée des Gorges de l'Asco.

### Sites archéologiques de Cucuruzzu et Capula

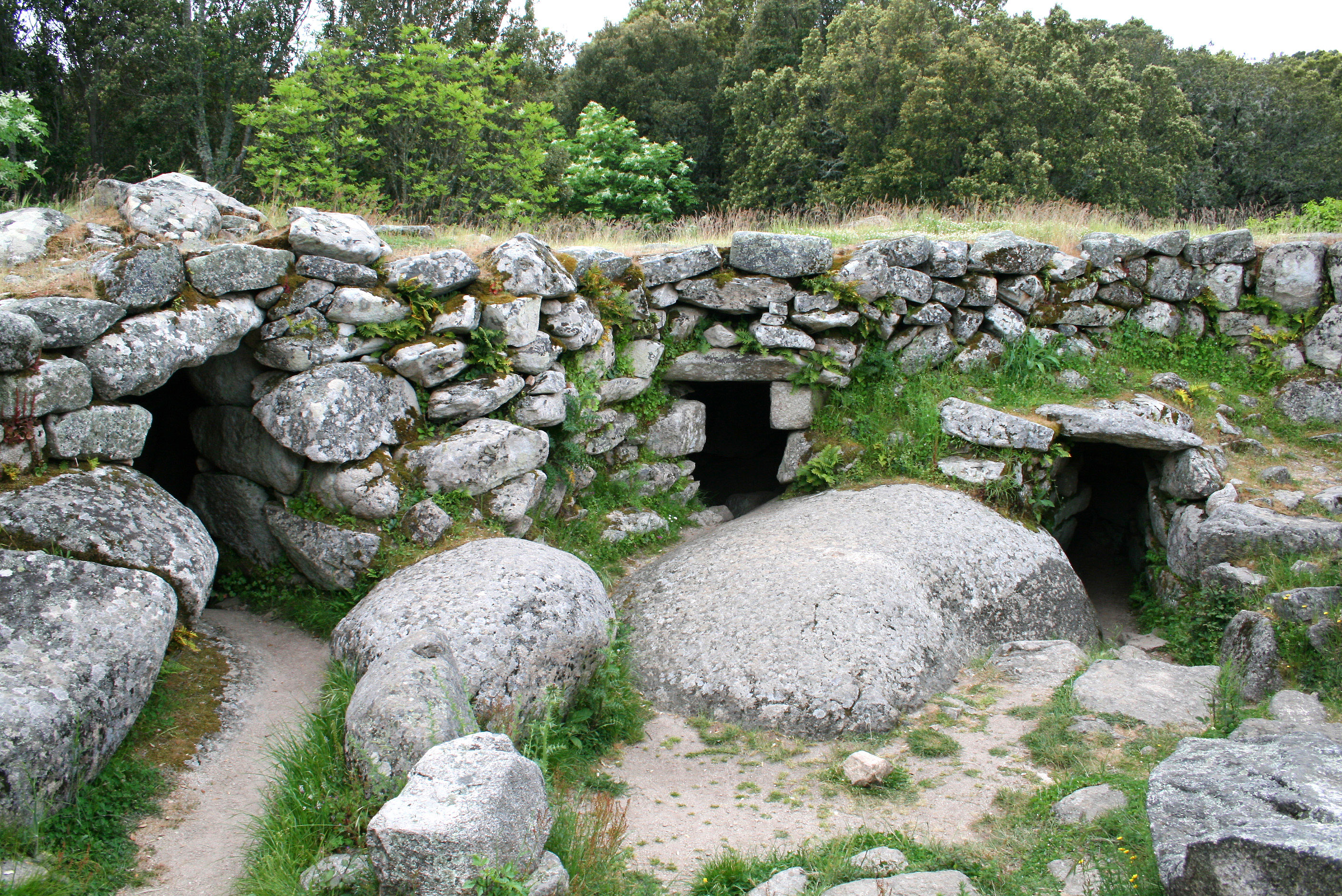
Vestiges de Cucuruzzu

Cucuruzzu et Capula sont deux vestiges de casteddi (forteresses) voisins sur la commune de Livia. Ils sont accessibles depuis le sentier GR Mare a Mare. 
Ces deux Casteddi (ou castelli) sont des habitats fortifiés de l'âge du bronze. Divers objets découverts lors de fouilles sont conservés au musée de l'Alta Rocca à Levie. Au pied de la forteresse de Capula, une statue-menhir de l'âge du Bronze.
Monuments historiques, le premier est la propriété de la collectivité de Corse depuis son transfert par l'État (décret du 18 novembre 2003). Le second appartient à la commune de Levie, mais c'est la Collectivité de Corse qui en assure la gestion.

### Autres sites touristiques ou musées
- Casa Marina à Galéria
- Casa di a natura à Vizzavona
- Casa Paoletti à Nucariu dans la Castagniccia
- Des points d'informations sont installés à Aiacciu, Bastia, Calinzana, Corti et Evisa.